# Hruszowo
Hruszowo (ukr. Грушово) – wieś na Ukrainie, w obwodzie zakarpackim, w rejonie tiaczowskim, w hromadzie Tereswa. W 2001 liczyła 5897 mieszkańców.